# João Baptista Ribeiro
João Baptista Ribeiro (Arroios, Vila Real, 5 de abril de 1790 — Santo Ildefonso, Porto, 24 de julho de 1868) foi um pintor, desenhador, gravador, lente de Desenho e director da Academia Politécnica do Porto. Dedicou-se também à litografia e, mais tarde, também experimentou o daguerreótipo, a primeira forma de reprodução da imagem fotográfica.

## Biografia

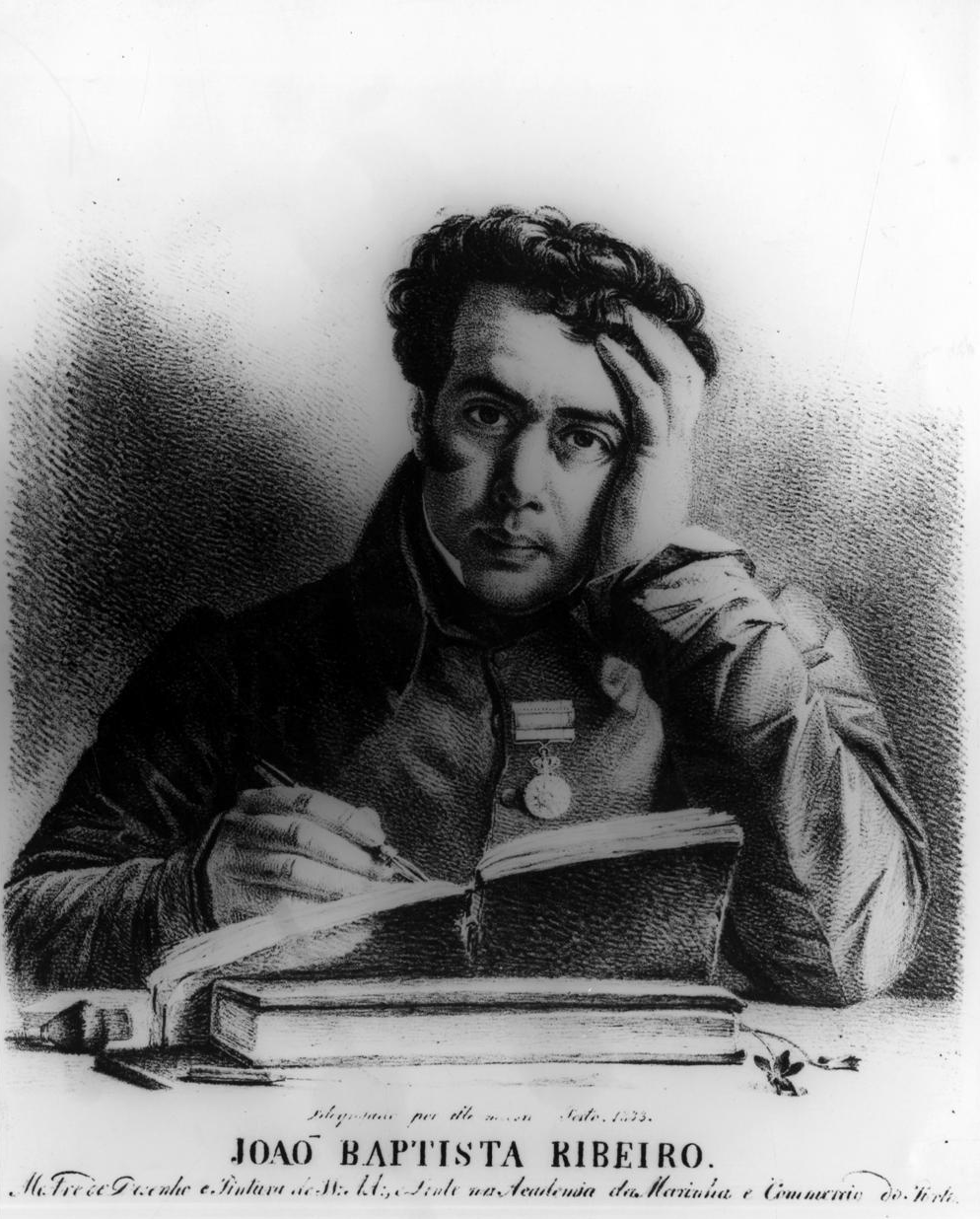
Auto-retrato de João Baptista Ribeiro, Arquivo Municipal do Porto (1833).

João Baptista Ribeiro nasceu em Arroios, junto à Ponte de Santa Margarida, em Vila Real, a 5 de abril de 1790. De descendência, em parte, africana, foi filho de António José Ribeiro, natural de Sabroso de Aguiar e de Isabel Maria, natural de Andrães. Aprendeu as primeiras letras no Convento de São Francisco, pouco distante do Bairro dos Ferreiros, onde habitava.
Cedo se tornou evidente a sua vocação artística, revelando uma natural apetência pelo desenho. Nas paredes da sua aldeia fazia desenhos a carvão, que chamaram a atenção tanto do Arcebispo de Braga, Frei Caetano Brandão, como do Morgado de Mateus, ilustres personagens empenhadas, mas sem sucesso, em proporcionar-lhe a educação mais adequada, pois só a 21 de março de 1802 foi entregue aos cuidados do Dr. Frei Jacinto de Sousa.
Nesta altura, a sua família afetiva passou a ser a de D. Albina Emília, senhora que dele cuidou, correspondendo-se regularmente com o irmão, Luís José Ribeiro, Barão de Palma, e os sobrinhos, Luís, Sebastião e Maria da Glória, moradores em Lisboa.
Iniciou a sua aprendizagem no Porto. A 20 de maio de 1803, inscreveu-se na Aula de Debuxo e Desenho da Companhia Geral da Agricultura das Vinhas do Alto Douro, a instituição mais marcante da cidade, sendo aluno de Domingos Vieira, lente substituto da Aula de Desenho, e do seu filho Francisco Vieira, o Portuense, proprietário da cadeira.
Entre 1803 e 1810, foi aluno de José Teixeira Barreto e de Raimundo Joaquim da Costa, na Aula de Desenho da Academia Real de Marinha e Comércio do Porto. Vieira Portuense, o nome mais sonante, pouco lhe terá ensinado, pois faleceu em 1805. Pelo contrário, muito aproveitou com Domingos Sequeira, que teve como professor na mesma Aula de Desenho a partir de 1806 e que o acompanhou até ao final do curso, declarando-o o seu discípulo favorito.
As primeiras obras da sua autoria de que há notícia são as decorações ("painéis de cola") que realizou, em 1808, para as festividades em ação de graças à Restauração de Portugal, celebradas na Igreja Matriz de Vila Nova de Gaia, como consta na "Descripção Topographica de Villa Nova de Gaya", de João Monteiro Azevedo. E duas aguarelas, destinadas à Real Companhia Velha (1810), representando a destruição do Cachão da Valeira do rio Douro, em São João da Pesqueira.

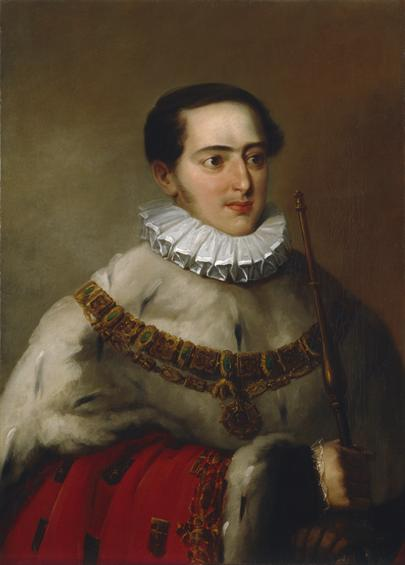
Pintura a óleo de D. Miguel I, por João Baptista Ribeiro (1828).

Terminada a formação artística, com 21 anos, foi nomeado lente substituto da Aula de Desenho da Academia Real de Marinha e Comércio (1811-1813), no lugar de Raimundo Joaquim da Costa que, por morte de José Teixeira Barreto, ascendera a Lente.
Entre 1836 e 1837 foi nomeado Diretor das três Academias de ensino superior do Porto. Iniciou o seu percurso na Academia Real de Marinha e Comércio, passou, depois, por um curto lapso de tempo, pela Academia Portuense de Belas-Artes vindo a fixar-se na Academia Politécnica do Porto, onde permaneceu até se jubilar em 1853, embora continuando a lecionar a cadeira de Desenho quase até ao final da sua vida, até 1866.

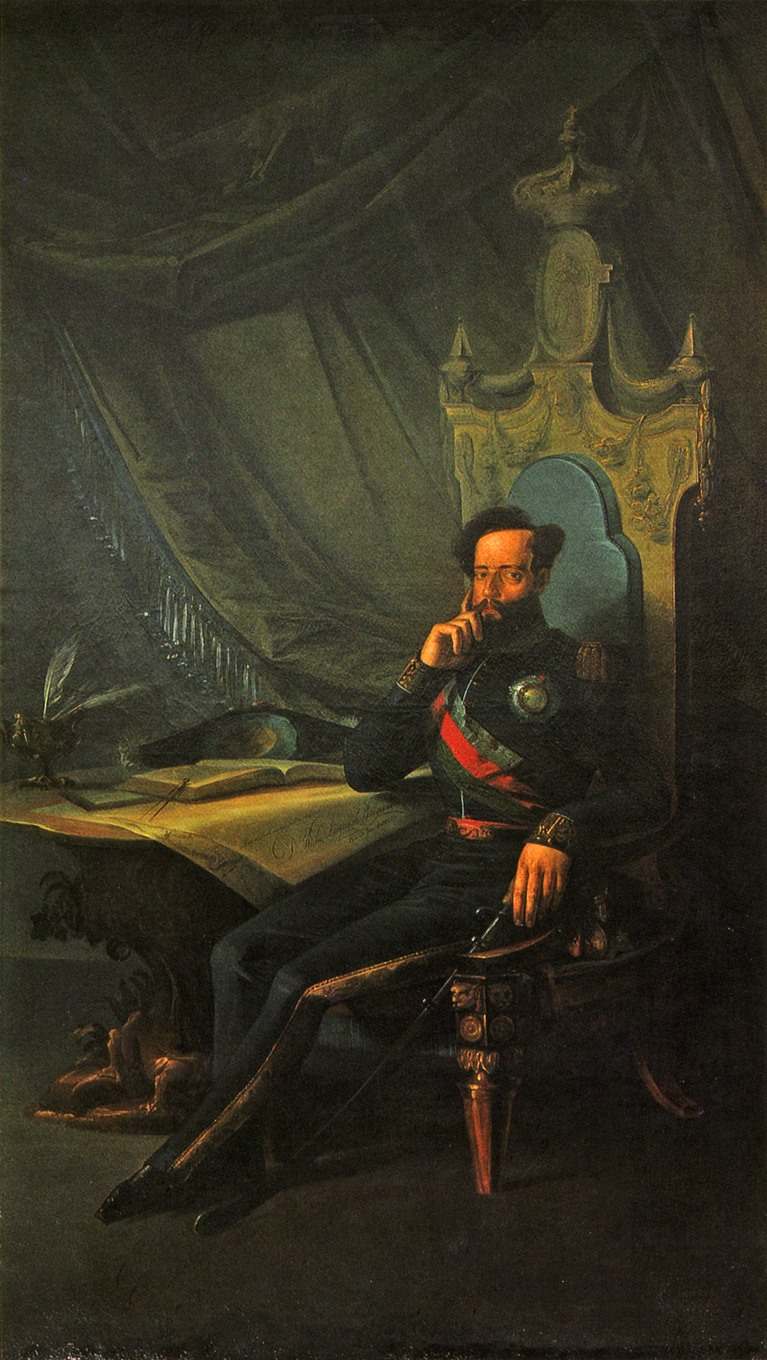
Pintura a óleo de D. Pedro IV, por João Baptista Ribeiro (1833).

Durante o Cerco do Porto, este "miguelista por convivência e liberal por convicção", foi chamado por várias vezes ao Paço, por D. Pedro IV, para lhe fazer o retrato ou para ser ouvido sobre as orientações a dar a um futuro museu, de cuja organização fora incumbido. Do monarca, que frequentava a sua casa, recebeu um prelo litográfico e conseguiu a dispensa do serviço militar. Com a sua arte representou o Desembarque do Mindelo, as baterias do Covelo, do Monte Pedral e dos Congregados.
Como agente cultural na cidade teve uma importante intervenção. Organizou academias, museus, associações e coordenou a recolha e reordenação do espólio dos conventos abandonados e das casas confiscadas aos rebeldes absolutistas.
Esta missão tinha-lhe sido ordenada pelo rei. Foi com esse espólio, guardado na Academia, que se constituiu o primeiro museu público português: o Museu de Pinturas e Estampas, que mais tarde seria transformado no Museu Nacional de Soares dos Reis. Por decreto de D. Maria II, de 1836, foi nomeado diretor do Museu. Deixa o museu portuense em 1839 já instalado no Convento de Santo António da Cidade, onde ocupava uma galeria e uma sala de grandes dimensões. Abriu ao público em 1840, sob a proteção da Academia Portuense de Belas-Artes. Como pintor estimado na corte e Mestre de Desenho e Pintura das Senhoras Infantas, realizará um conjunto de retratos da Família Real, de que são interessantes documentos os desenhos preparatórios da colecção do Museu Nacional de Soares dos Reis.

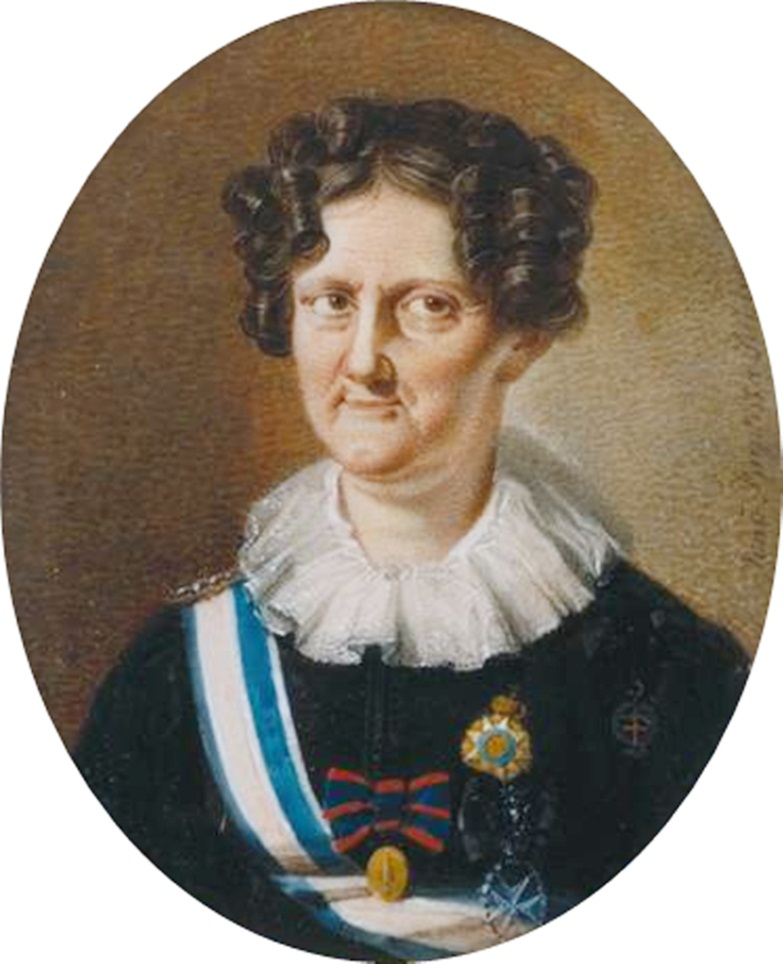
Miniatura (têmpera sobre marfim) com retrato de D. Carlota Joaquina, Rainha de Portugal, por João António Ribeiro, Museu Nacional de Arte Antiga (1820-30).

Depois das primeiras obras, a sua pintura centra-se essencialmente no retrato de grande dimensão e na pintura religiosa (grandes "panos de camarim" em Valongo, nos Congregados e os painéis para os retábulos de Massarelos, capelas das Almas e de São José das Taipas, já desaparecidos).
No retrato distinguem-se as obras encomendadas das realizadas mais livremente, como o seu auto-retrato (representado na Exposição Internacional de 1865 no Palácio de Cristal do Porto) e o retrato de seu pai, exemplos da sua mestria neste tipo de pintura. Entre outras obras, pintou, para a Sala dos Capelos da Universidade de Coimbra, os retratos de D. João VI, D. Pedro IV, D. Maria II e D. Pedro V, e ainda um retrato de D. Miguel I. A miniatura proporcionou-lhe o fabrico em série das figuras do rei D. João VI e da rainha D. Carlota Joaquina, de burgueses, militares e auto-retratos. A litografia permitiu-lhe efetuar novas experiências, retratando entre outros Passos Manuel, Francisco de Almada e Mendonça e a cantora Teresa Távola. Mais tarde também experimentou o daguerreótipo, a primeira forma de reprodução da imagem fotográfica, e neste processo imortalizou Alexandre Herculano (1854). Será com o retrato deste escritor que o veremos estar presente na Exposição Universal de Paris de 1855.
Foi Comendador da Ordem de Nossa Senhora da Conceição de Vila Viçosa (1824), Cavaleiro da Ordem de Cristo (1837) e Conselheiro de Estado (1853).
Ficou na história como político, pedagogo, museógrafo, pioneiro da fotografia e da litografia no Porto e, naturalmente, como pintor. Provavelmente não o mais ilustre dos pintores portuenses, mas aquele que, nas palavras de Flórido de Vasconcelos, "deve ser lembrado como um dos mais fecundos e ativos promotores das artes na cidade do Porto".

João Baptista Ribeiro faleceu aos 78 anos, no número 524 da Rua de Santa Catarina (em cujo jardim instalara uma oficina litográfica e no muro externo fizera painéis de azulejo, homenageando Vieira Portuense, Domingos Sequeira e Teixeira Barreto), freguesia de Santo Ildefonso, na Baixa do Porto, às 4 horas da madrugada de 24 de julho de 1868, solteiro e sem filhos. Consta que fez testamento e encontra-se sepultado no Cemitério do Prado do Repouso, na mesma cidade.